# Štramberk (nádraží)
Štramberk je železniční stanice ležící na pomezí Štramberka a Kopřivnice v okrese Nový Jičín v Moravskoslezském kraji v blízkosti řeky Kopřivnička. Leží na jednokolejné neelektrizované trati Studénka–Veřovice. Kolejiště je přemostěno lávkou pro chodce. Část kolejiště stanice je součástí vlečky Kotouč Štramberk.

## Historie
Dne 19. prosince 1881 otevřela společnost Výsostná Studénsko-štramberská dráha (Die privilegierte Stauding-Stramberger Eisenbahn, SgSgEB) trať z vlastního nádraží ve Studénce, napojenou zde na trať z roku 1847 z Vídně do Krakova a slezské uhelné pánve. Nově postavená stanice ve Štramberku zde původně vznikla jako koncová stanice.
Dne 25. července 1896 pak společnost Štrambersko-veřovická místní dráha (Stramberger-Wernersdorfer Lokalbahn, StWLB) zprovoznila spojovací trať do Veřovic, kterou od roku 1888 procházela trať společnosti Severní dráhy císaře Ferdinanda (KFNB) z Ostravy do Krásna nad Bečvou (dnešní součást Valašského Meziříčí) a Hulína.
Za 2. světové války byly obě železniční společnosti sloučeny, zestátněny byly až roku 1945.

## Popis
Nachází se zde dvě jednostranná nekrytá nástupiště, k příchodu na nástupiště č. 2 slouží přechod přes koleje.